# 마이애미 헤럴드
마이애미 헤럴드(The Miami Herald)는 미국 플로리다주 마이애미 지역에서 판매되는 신문이다.